# Общество прав художников
Общество прав художников (Artists Rights Society, ARS) — авторское общество по лицензированию и контролю за соблюдением копирайта художников в Соединенных Штатах Америки (США). Общество основано в 1987 году. ARS является членом Международной Конфедерации обществ авторов и композиторов и представляет интересы более 122 000 визуальных художников и художников со всего мира (включая художников, скульпторов, фотографов, архитекторов и других).

## Художники, чьи права представлены Обществом
В число художников, представленных компанией ARS входят Пабло Пикассо, Анри Матисс, Жорж Брак, Йозеф Бойс, Пьер Боннар, Константин Бранкузи, Марск Шагал, Жан Дюбюффе, Марсель Дюшан, Макс Эрнст, Альберто Джакометти, Василий Кандинский, Пауль Клее, Ле Корбюзье, Фернан Леже, Рене Магритт, Хоан Миро, Эдвард Мунк, Ман Рэй, Энди Уорхол, Марк Ротко, Джексон Поллок, Джорджия О’Киф, Диего Ривера и Фрида Кало. Общество прав художников представляет многих ныне живущих художников, включая Дэмиена Херста, Джуди Чикаго, Дженни Хольцера, Роберта Морриса, Ричарда Серра, Ханса Хааке, Джима Дайна, Роберта Индиана, Роберта Ирвина, Брайса Мардена, Марка Тоби, и Брюса Наумана и др.

## Нарушение прав
В 2002 и 2006 годах Общество прав художников попросило компанию Гугл снять кастомизированную версию своего логотипа в честь художников Сальвадора Дали и Жоана Миро, утверждая, что часть их произведений, находящихся под их защитой общества были использованы в логосе компании, и что они были использованы без авторского разрешения." Компания Google выполнила просьбу, но отрицала, что в данном случае было нарушение авторских прав.
Начиная с 2008 года, ARS и Google совместно разработали индивидуальные версии логотипа компании Google в память художников Марка Шагала (2008), Рене Магритта (2008) и Джексона Поллока (2009).
В июне 2008 года президент ARS Теодор Федер с художником Фрэнком Стелла написали обзорную для Арт-газеты порицая предлагаемый США закон о «произведениях-сиротах» (с недоступным правообладателем).
ARS также вошел в ассоциацию с шестьюдесятью другими авторскими обществами, занимающимися лицензированим авторских прав (в том числе к Ассоциации американских мультипликаторов, Обществу детских писателей, иллюстраторов и художников).
ARS является также членом общества CISAC.